# 脑膜炎
脑膜炎是脑脊膜炎的简称，指發生於脑脊膜的急性或慢性炎症，脑膜与脊膜常同时发炎。脑脊膜是包裹大脑和脊髓的保护薄膜，包裹脑的部分称为脑膜，包裹脊髓的部分称为脊膜。
脑膜炎最常见的症状是發燒、頭痛和頸部僵硬。其他症狀還包含精神错乱或意识改变、呕吐、畏光或無法忍受大聲的聲響。儿童通常只会出现一些非特异性的症状，如易怒、精神萎靡或餵食困難。如果出现皮疹，則可能暗示腦膜炎發生的原因，如由脑膜炎球菌引发的脑膜炎就可能伴随特定形態的皮疹。
脑膜炎的病原體可能為病毒、细菌或其他微生物，药物偶爾也會引致腦膜炎。脑膜炎的发炎位置接近大脑和脊髓，可能致命，因此被歸為急症。腰椎穿刺是診斷或排除腦膜炎的重要依據，其作法是將穿刺针戳入脊椎管，採集大脑和脊髓周围的脑脊髓液（CSF）檢體，再送往实验室进行医学检验。
有些腦膜炎可藉由疫苗接種來預防，如腦膜炎雙球菌、流行性腮腺炎、肺炎鏈球菌、以及B型流感嗜血桿菌等引發的腦膜炎。一些類型的腦膜炎可以用抗细菌药治療，目前腦膜炎的第一線治療即是立即給予抗细菌药或抗病毒药物。皮质类固醇則可預防严重炎症引發的并发症，這些严重的长期后遗症包括失聪、癫痫、脑积水、认知障碍等，尤其在未及时治疗的情况下特別容易發生。
2015年，全球罹患腦膜炎的人口約有870萬人，造成37.9萬人喪生。比起1990年致死的464,000人已有所下降。在妥善治療下，細菌性腦膜炎的死亡率可以降至15%以下。漠南非洲每年12月至隔年6月之間，會爆發大規模的細菌性腦膜炎疫情，該區域甚至因此被稱為流腦帶。其他區域有時也會爆發小規模的疫情。腦膜炎的英文单词，來自於古希臘語「μῆνιγξ」（meninx），意指「膜」；而後面的「-itis」則代表「炎症」之意。

## 徵象与症状

### 临床特征

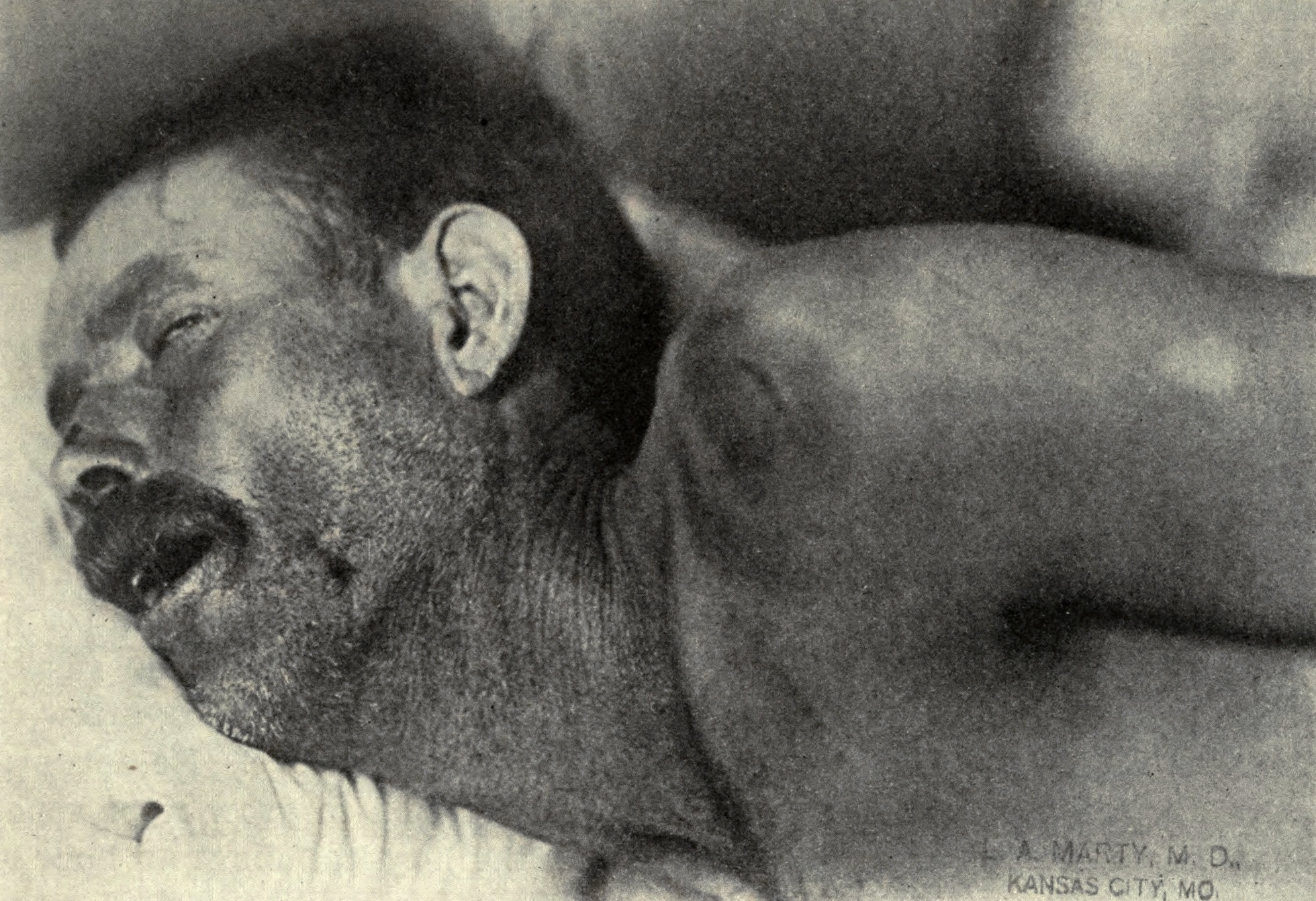
颈部僵直，1911-12年间流行于德州的脑膜炎

成人腦膜炎患者最常见的症状为严重头痛，近乎90%的细菌性脑膜炎病例會出现該徵象。其次是颈项僵直（患者因颈部的肌張力和僵硬度增加，颈部无法向前伸）。腦膜炎有三個重要的典型徵象：颈项僵直、突发高烧，以及精神状态改变；不过，仅有44–46%的细菌性脑膜炎病例会同時出现上述的全部特征。但如果上述三个徵象无一出现，那么患上的极有可能不是脑膜炎。其他与脑膜炎有关的常见徵象包括畏光以及声音恐惧症（无法忍受响亮声音）。較小的兒童患者經常不会显现上述症状，可能只会变得易怒以及表现出不适。在未满六个月大婴儿患者，囟门（婴儿头顶柔软的部位）或会出现膨胀。其他可以協助區分腦膜炎與其他輕症的症狀包含腿部疼痛、四肢发冷，以及异常的膚色等等。
70%的成人细菌性脑膜炎患者会出现颈部僵直。其他徵象包含克尼格氏徵（Kernig's sign）或布里辛斯基徵（Brudziński sign）。評估克尼格氏徵時，需讓受試者仰臥平躺，膝關節與髖關節分別屈曲呈90度角。在不移動髖關節擺位的情形下，操作者伸展患者的膝關節，陽性患者進行此一動作時會疼痛而無法伸展。布里辛斯基徵則是在患者平躺時，屈曲患者的頸部，陽性者的髖關節和膝關節會展生非自主的屈曲。克氏徵和布氏徵雖然敏感度不高，但因为这些徵象甚少在其他疾病中出现，因此具有極高的特異度，時常被用於腦膜炎的檢查。“劇烈摇晃法”（jolt accentuation maneuver）则有助于在患者发烧和头痛的情况下，判断是否患有脑膜炎。受试者需要水平方向快速轉頭部；如果头痛未因此加剧的话，则脑膜炎的可能性較小。若因其他非腦膜炎因素，引致上述症狀，則稱為假性腦膜炎（pseudomeningitis）。
由脑膜炎奈瑟菌（Neisseria meningitidis）引发的脑膜炎称为「流行性腦脊髓膜炎」（Meningococcal meningitis）。此類腦膜炎与其他病原引发的脑膜炎不同之處，在於前者會在其他症状出現前，發生快速散佈的瘀點。患者的躯干、下肢、黏膜，及眼结膜或出現数个细小而不规则的紫色或红色小点状，偶爾也會出現於手掌或腳掌上。瘀點一般來說按壓後不會褪色。虽然流行性脑脊髓膜炎中不见得一定会出现这种皮疹，但該症狀相对而言具有特異性。不过，这种皮疹也偶爾會出现在由其他细菌引致的脑膜炎中。其他可透過皮膚表現鑑別的腦膜炎病原，包含伴有手足口病表現或生殖器疱疹，此兩種皆與病毒性脑膜炎相關。

### 早期并发症

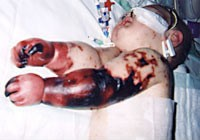
夏洛特·克莱维利-比斯曼尚在幼儿时就罹患了严重的流行性脑脊髓膜炎，瘀点皮疹发展成坏疽，四肢都需要截肢。但她存活了下来，并成為新西兰宣传脑膜炎疫苗接种的海报上的人物。

脑膜炎在早期可能會發生併發症，这些病症可能需特殊疗法，有时代表疾病較严重或预后较差。脑膜感染可能引发敗血症，即一种會造成血压下降、心率加快、高烧或异常低温和呼吸急促的全身炎症反应综合征。病症早期可能出现极低的血压，尤其常見於流行性脑脊髓膜炎，但低血压并不限于流行性脑脊髓膜炎；低血压也会导致其他器官供血不足。弥散性血管内凝血（即过量血液凝固）可能會阻碍流向其他器官的血流，因此反而增加了出血的风险。肢体坏疽可能發生在脑膜炎球菌感染患者。严重的脑膜炎球菌或肺炎球菌感染可能导致肾上腺溢血，引发致命的沃特豪斯-弗里德里克森二氏症候群。
腦膜炎可能造成腦部組織腫脹和颅内压上升，這可能使腦部疝出顱底。患者的症狀包括意識水準下降、瞳孔光反射消失和姿勢異常。脑组织发炎也可能阻礙腦脊髓液的正常流动，造成水腦症。若出现癫痫的話可能有多種不同的原因，兒童患者尤為常见（占30%的病例），但無法指明发病的原因。 癲癇可能是顱內壓增加或腦部組織發炎所致，局部性癲癇（只影響單肢或部分身體的癲癇）、持續性癲癇、遲發性癲癇和難以用藥物控制的癲癇長期預後較差。
脑膜发炎也可能引致脑神经异常。脑神经为从大腦或脑干发出的神经，延伸至头颈部，控制眼球运动、面部肌肉和听觉等机能。視覺症状和聽力喪失可能在脑膜炎过后依然持续。若脑炎、脑血管炎或腦靜脈栓塞，大脑受影响区域對應的身体部位就可能因此无力、感覺丧失、動作異常或機能异常。

## 病因
脑膜炎通常是微生物感染所致。大部分的感染是由病毒引起，其次為细菌、真菌和原虫，但脑膜炎也可能非感染所致。无菌性脑膜炎指未发现细菌感染的脑膜炎病例，这类脑膜炎通常由病毒引起，但也可能是部分治療後的細菌感染或鄰近脑膜的其他区域感染（如鼻窦炎）。心内膜炎（即心脏瓣膜感染通过血流傳播细菌）也可能引起无菌性脑膜炎。无菌性脑膜炎也可能由螺旋菌而引起，这类细菌包括梅毒螺旋体（梅毒的病原菌）和博氏疏螺旋体（莱姆病的病原菌）。脑膜炎可能还会伴随脑疟疾（感染脑部的疟疾）或福氏內格里阿米巴腦膜腦炎（如經由淡水水源而感染的福氏耐格里變形蟲）發生。

### 细菌性脑膜炎

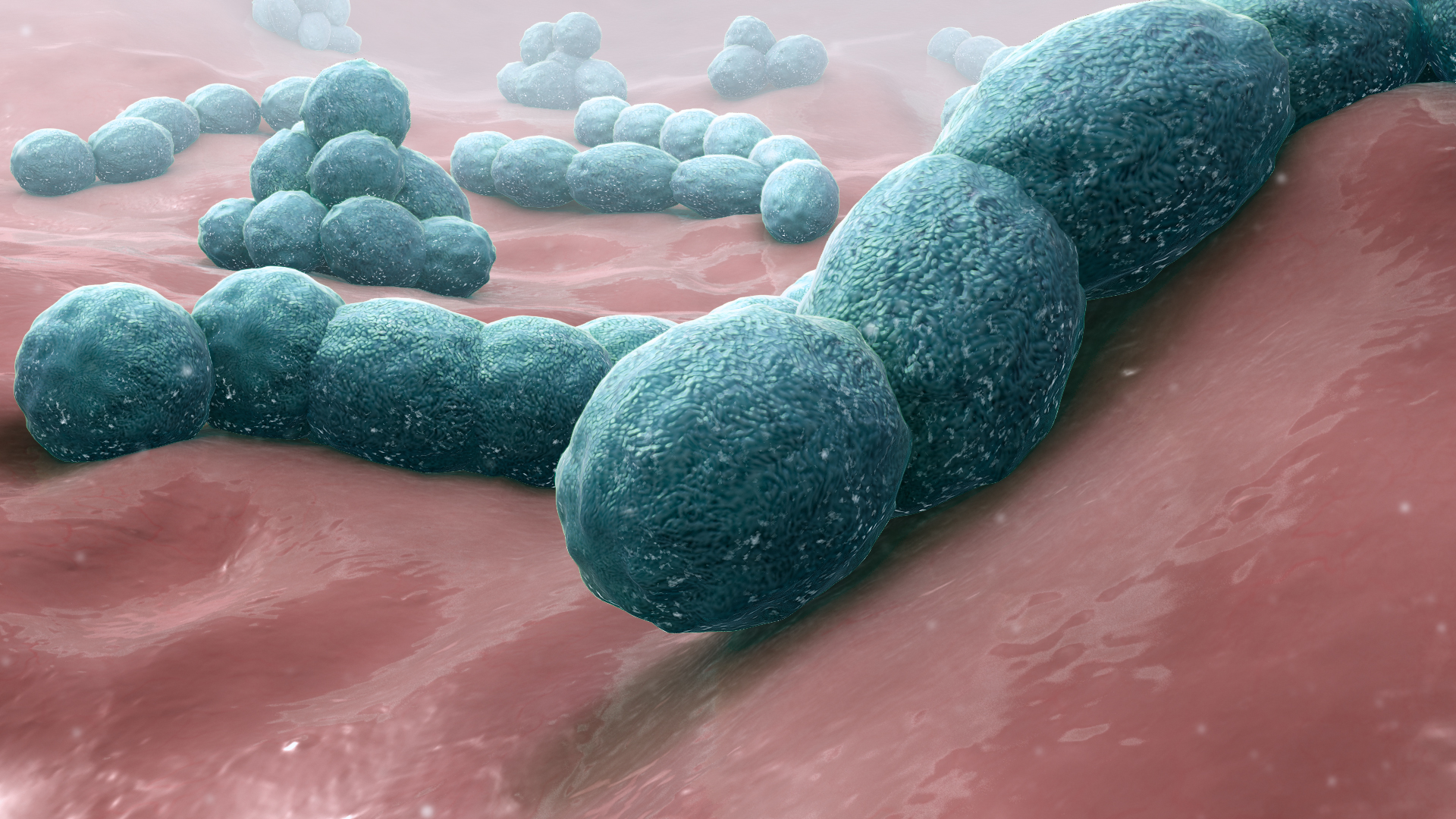
肺炎鏈球菌，一種可能造成腦膜炎的細菌。

细菌性脑膜炎（bacterial meningitis）的致病菌依年齡層而有所不同。
- 早产儿和三个月以内的新生儿中，常见病因为B型鏈球菌（英语：group B streptococcus）（亚型III通常存在于阴道，是新生儿出生第一周的主要病因）和存在于消化道的大肠杆菌（携带K1抗原）。单核细胞增多性李斯特氏菌（IVb型）則可能以產前垂直感染的方式傳染給新生儿，造成腦膜炎[23]。
- 大一些的孩子常受到脑膜炎球菌和肺炎链球菌（6、9、14、18和23型）感染，而不到五岁的孩子则常受到流感嗜血杆菌B型感染（在未提供疫苗的国家）[2][8]。
- 成年人中，脑膜炎球菌和肺炎链球菌两者的感染佔了细菌性脑膜炎的80%。50岁以上的人受到单核细胞增多性李斯特氏菌感染的风险較高[3][8]。肺炎球菌疫苗的使用有效降低了儿童和成人罹患肺炎鏈球菌脑膜炎的几率[24]。

近期发生的颅骨创伤可能会使鼻腔细菌进入脑膜。同樣地，脑部和脑膜中的内置装置，如腦室分流、腦室外引流或腦室儲存槽等，也会增加罹患脑膜炎的几率。在這些案例中，葡萄球菌、假單胞菌和其他革兰氏阴性菌的感染較常見，有免疫缺陷的脑膜炎患者亦較常感染這些病原菌。头部与颈部的感染，如中耳炎或乳突炎，也可能会在小部分人群中引起脑膜炎。人工耳蜗植入者則較容易罹患肺炎球菌脑膜炎。
結核性腦膜炎即為結核桿菌所引起的腦膜炎，在結核病盛行的國家較常見，但也見於免疫缺陷的患者中，如愛滋病患。
反覆發作的细菌性脑膜炎可能是因為解剖结构缺陷（包括先天性或后天性缺陷）或免疫系统失调所导致。解剖结构缺陷使得外部环境与神经系统之间得以接觸，其中最常见的因素就是顱骨骨折，尤其是颅底骨折或延伸到鼻窦和顳骨岩錐的颅骨骨折。復發性腦膜炎中約有59%為這類解剖構造異常所致，36%為免疫系统缺陷（如補體缺陷常导致復發性的腦膜球菌腦膜炎），5%则是因為脑膜附近区域持续受到感染所致。

### 病毒性脑膜炎
能引起脑膜炎的病毒包括肠病毒、单纯疱疹II型病毒（以會引起生殖器潰瘍的II型病毒較常見，I型较少见）、帶狀疱疹病毒（导致水痘和带状疱疹的病毒）、腮腺炎病毒、人类免疫缺陷病毒和淋巴球性脉络丛脑膜炎病毒（LCMV）。莫拉雷氏腦膜炎為一種慢性且反覆發作的皰疹病毒腦膜炎，一般認為是由第二型單純疱疹病毒所造成。

### 真菌性脑膜炎
免疫功能正常者很少發生真菌性脑膜炎。風險因子包含使用免疫抑制劑（如在器官移植之后使用）、艾滋病患者，和因年龄渐长而免疫力缺失等。藥品汙染也曾經引致真菌性腦膜炎。症狀的進程一般較為緩慢，在確診之前常表現長達數周的發燒及頭痛。此類腦膜炎最常見的類別為新型隱球菌（Cryptococcus neoformans）引起的隱球菌性腦膜炎。多項研究指出，隐球菌脑膜炎是非洲最常见的脑膜炎類別。並佔非洲艾滋病患者死因的20-25%。其他常见的致病真菌包括粗球黴菌（Coccidioides immitis）、荚膜组织胞浆菌（Histoplasma capsulatum）、皮炎芽生菌（Blastomyces dermatitidis），以及念珠菌（Candida）等等。

### 寄生性脑膜炎
當患者的腦脊髓液中含有大量的嗜酸粒细胞（一种白血球）時，常會懷疑為寄生性腦膜炎。最常见的寄生虫包括广州管圆线虫（Angiostrongylus cantonensis）、顎口線蟲（Gnathostoma spinigerum）、血吸虫（Schistosoma），以及囊虫病（cysticercosis）、弓形蟲病（toxocariasis）、浣熊蛔蟲病（Baylisascaris procyonis）和衛氏肺吸蟲病（paragonimiasis）和一些更为罕见的感染與非感染病灶。

### 非感染性脑膜炎
脑膜炎也可能是非感染性病灶的後果，包括癌症轉移（惡性或腫瘤性腦膜炎）和药物副作用（主要有非甾体抗炎药、抗生素和静脉注射免疫球蛋白等）。脑膜炎还可能為發炎造成，如結節病（称为神經結節病）、結締組織疾病（如全身性红斑狼疮）和特定形式的血管炎（如白塞病）。表皮样囊肿和皮样囊肿也可能释放刺激性物质到蜘蛛膜下腔而导致脑膜炎。在罕见的情况下，偏头痛也可能导致脑膜炎，但只有在其他病因均被排除之后才会考虑此一诊断。

### 無菌性腦膜炎
無菌性腦膜炎（Aseptic meningitis ）它絕大部分是由病毒引起的，無菌性腦膜炎臨床表現，有發高燒、頭痛、嘔吐的現象，較小的嬰幼兒也可能會痙攣。最常見的就是由腸病毒引起，特別是伊科病毒與克沙奇病毒，在少數個案中，黴菌、寄生蟲亦可能為致病菌，其他原因可能包括藥物副作用和結締組織疾病。

## 致病機轉
脑膜由三層膜组成，與脑脊液一起包围并保护大脑和脊髓（中枢神经系统）。軟腦膜是一層細緻的密封型薄膜，紧密地贴在大脑表层的细小轮廓上。蛛網膜（以形态如蛛网而得名）是覆盖在软脑膜上的宽松网袋。蛛网膜和软脑膜中間隔著蛛网膜下腔，當中充满了脑脊液。最外层的脑膜則為硬腦膜，是一层厚实強韌的薄膜，同時貼附在蛛网膜與颅骨上。
在细菌性脑膜炎的病例中，细菌入侵脑膜的管道主要有血行傳播和直接接触兩種。透過血行傳播的細菌大多生長於黏膜之上，如鼻腔等等。黏膜屏障若遭到破壞，細菌便有可能透過血行途徑入侵腦膜。常見黏膜破壞的原因之一為病毒感染。一旦细菌进入血液循環，便可能透過脉络丛等血脑屏障較弱的位置入侵蛛網膜下腔。血液感染乙型鏈球菌的新生儿有25%會併發脑膜炎；这种情况在成年人中较少见。脑脊液的直接感染则可能肇因於于體內留置装置、颅骨骨折、鼻咽或鼻窦感染，使细菌可以直接进入蛛网膜下腔。偶爾也會有先天硬脑膜缺陷造成的脑膜炎。
脑膜炎發生時蛛网膜下腔大面积的發炎並非细菌感染直接造成，多半是免疫系统为抵抗细菌侵入中枢神经系统所做出的反應。当细菌细胞膜的成分被大脑中的免疫细胞（星形膠细胞和微膠細胞）所探测到，它们就会立即作出反应，释放出大量的细胞激素，召集其他免疫细胞，并刺激其他组织参与免疫反应。血脑屏障變得容易渗透，导致血管源性脑水肿（vasogenic cerebral edema，血管液体渗漏导致脑部水肿）。隨後，大量白血球进入脑脊液，导致脑膜发炎，引起间质性水肿（interstitial edema，细胞间液体增多导致的水肿）。此外，血管壁本身也开始发炎（脑血管炎），導致血流量减少，而出现第三种类型的水肿，即胞毒性水腫（cytotoxic edema）。三种类型的脑水肿都将导致顱內壓升高；加上急性感染中常出現的血壓降低，血液將难以进入大脑，导致脑细胞缺氧並開始壞死。
使用抗生素治療感染的初期，上述的進程可能會惡化，因為殺死细菌的同時將使細菌细胞膜碎片的数量增加，免疫反應加劇。特定的治疗（如使用糖皮質素）就是為了抑制免疫系统对这种现象過度反应。

## 诊断

### 血液与影像檢查
疑似腦膜炎的患者，可藉由验血查看是否有發炎反應（如C-反应蛋白和全血细胞计数）並同時做血液培养。
确诊或排除脑膜炎最重要的检查即通過腰椎穿刺来分析腦脊髓液。然而，如果脑部有肿块（肿瘤或脓肿）或颅内压增高时，则無法使用腰椎穿刺，因为它可能导致脑疝。若患者有脑部肿块或颅内压增高的疑慮（可能近期有脑损伤、已知的免疫系统问题、局部神經學徵象或检查证明颅内压增高），则建議使用电脑断层扫描（CT）或核磁共振成像（MRI），而不使用腰椎穿刺。45%的成人腦膜炎病例均采用这种方法。若在腰椎穿刺前必須做或，或腰椎穿刺执行困难，醫學指引建议先注射抗生素，以免耽误了治疗，特别是当这一过程超过30分钟时。通常或用于病程後期，評估脑膜炎的并发症。
重度脑膜炎的患者必須监测血液电解质。例如低钠血症在细菌性脑膜炎中就很常見，但造成低血鈉的原因則有爭議，可能的原因包括脱水、抗利尿激素不當分泌（SIADH）或静脉液体输注过量等。

### 腰椎穿刺
| 脑膜炎类型       | 葡萄糖 | 蛋白質   | 細胞                                   |
| ---------------- | ------ | -------- | -------------------------------------- |
| 急性细菌性脑膜炎 | 低     | 高       | 多核性中性球（PMNs）， 通常大于300/mm³ |
| 急性病毒性脑膜炎 | 正常   | 正常或高 | 单核细胞，小于300/mm³                  |
| 结核性脑膜炎     | 低     | 高       | 单核细胞和多核性中性球，小于300/mm³    |
| 真菌性脑膜炎     | 低     | 高       | 小于300/mm³                            |
| 惡性腦膜炎       | 低     | 高       | 通常為单核细胞                         |

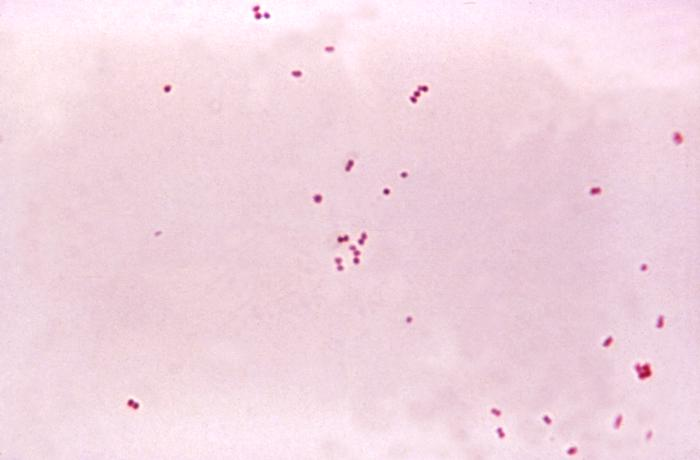
革兰染色法（Gram staining）针对脑膜炎雙球菌血培采用革兰染色法，圖中可以看到兩兩成對的脑膜炎雙球菌（粉紅色）。

執行腰椎穿刺手術時，患者需側臥並給予局部麻醉，術者會將针头扎入硬膜囊。當脑脊液（CSF）開始流出之後，立刻以壓力計進行測量開啟壓力（opening pressure）。一般來說，正常壓力約介於6至18公分水柱（cmH2O）之間。细菌性脑膜炎的患者该压力通常会升高。隐球菌性脑膜炎患者的颅内压則会显著升高。脑脊液的性質也可以提供感染的相關證據，混濁的腦脊液表示含有較高的蛋白質、白血球、紅血球，或細菌，因此比較傾向是细菌性脑膜炎的表現。
脑脊液檢查會測量樣本中白血球、红血球、蛋白质成分和葡萄糖的水平及數量。革兰氏染色法能夠佐證细菌性脑膜炎的發生，但若没有检测到细菌，也并不意味能够排除细菌性脑膜炎的诊断，因为只有60%的细菌性脑膜炎中可检查到细菌；若取样前曾使用过抗生素，则檢查出細菌的機率會再低20%。革兰氏染色法對一些特殊感染的可靠性也較低，如李氏杆菌病。样本的微生物培养更加准确，可以确认样本中70-85%的微生物，但获得结果可能需要48个小时。不同的腦膜炎類型，腦脊液的白血球分型比例也不一樣（参见表格）。細菌性腦膜炎會以中性粒细胞為主，病毒性腦膜炎則會以淋巴细胞为主。但在疾病初期，其結果並不是那麼可靠。寄生虫病原型或真菌病原型並那麼不常见，此類型主要以嗜酸性粒細胞為主。
脑脊液中的葡萄糖浓度通常約為血糖濃度的40%以上。细菌性脑膜炎患者的此一比例通常较低；脑脊液葡萄糖濃度除以血糖值若在0.4以下则代表细菌性脑膜炎；新生儿的腦脊液葡萄糖浓度通常较高，因而该比率若低于0.6（60%）则可視为异常。若腦脊液乳酸过高，或白细胞数量较高，则意味着患细菌性脑膜炎的几率更大。若乳酸浓度低于 35 mg/dl，且患者此前并未使用过抗生素，则可排除对细菌性脑膜炎的判断。
区分不同类型的脑膜炎还需要几种其他的特殊检测方法。乳胶凝集试验在檢測肺炎链球菌、脑膜炎双球菌、流感嗜血杆菌、大肠杆菌和B型链球菌時可能會呈阳性；由于这种试验很少能够对使治疗产生变化，因而并不推荐将这种试验进行常规性使用，但若其他试验无法获得诊断结果，则可以尝试该试验。鲎溶解物试验在革兰氏阴性菌感染時可能呈阳性，但也应僅在其他试验无法获得结果时使用。聚合酶链反应（PCR）是一种放大扩增痕量细菌的技术，从而探测脑脊液中所含的是细菌性还是病毒性；这是一种高度敏感、高度精确的试验，且僅需少量病原體的，就可以確認感染的細菌或病毒類型。血清学測試會檢測人體中對抗病毒的抗體，該測試可協助病毒性腦膜炎的診斷。若疑似为结核性脑膜炎，應對樣本進行抗酸染色和細菌培養。但抗酸染色的敏感度較低，結核菌培養需要等待很長一段時間，因此現在有越來越多人使用PCR檢測。隐球菌性脑膜炎的诊断则可对脑脊液印度墨染色，印度墨可對隱球菌的莢膜進行染色，且成本較為低廉。檢測血液中或脑脊液中的隐球菌抗原则更加敏感，尤其對艾滋病患者来说更是如此。
若在服用抗生素期間發生了腦膜炎的症狀（如在腦膜炎之前發生鼻窦炎而服用抗生素），會導致診斷和治療上的困難。此類患者的腦脊液的檢查結果可能會類似病毒性脑膜炎。此類病人必需繼續服用抗生素，直到找出明確病毒感染的證據為止。

### 遺體解剖

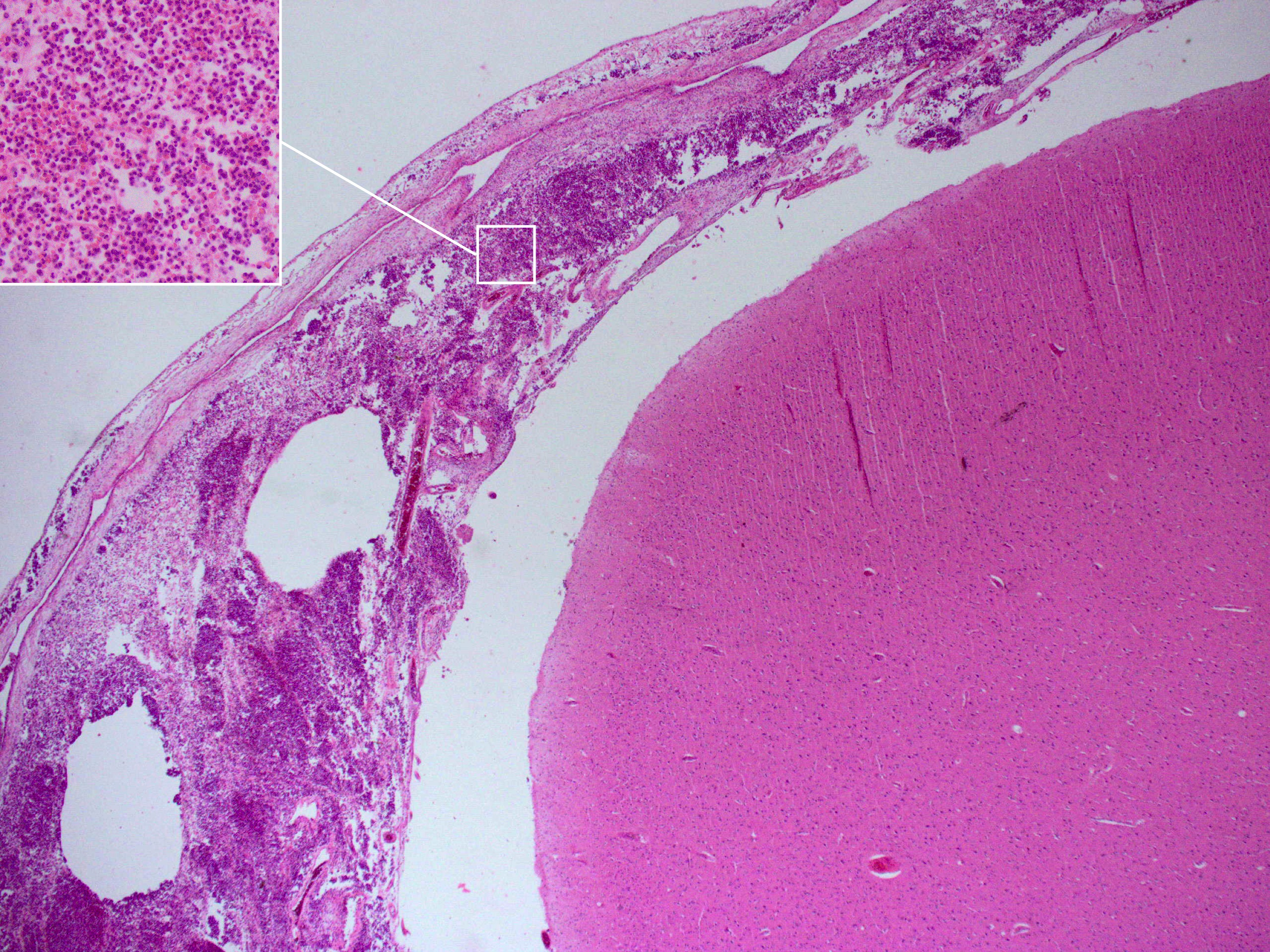
细菌性脑膜炎病例的组织病理学。這名肺炎鏈球菌性腦膜炎患者的遺體解剖顯示软脑膜有發炎現象，左上角的放大圖可以看見軟腦膜遭中性粒細胞的浸潤

遺體解剖也可以進行腦膜炎的診斷。腦膜炎死者的软脑膜及蛛网膜常表現大面积的發炎反應；脑脊液、脑底以及脑神经和脊髓常有來自血管的中性粒细胞浸潤，可能也會伴隨膿液。

## 预防措施
部分腦膜炎病原，可以通过注射疫苗来进行长期的预防，或給予短期抗生素进行保护。某些行為調整也可以降低發生腦膜炎的機會。

### 行為調整
细菌性和病毒性脑膜炎都具有傳染性，但传染性都没有普通感冒或流感强。两种脑膜炎均可能透過飛沫及接觸呼吸道分泌物傳染，如接吻、打喷嚏，或咳嗽等。但是不會藉由空氣傳染，人们不会仅仅因为吸入脑膜炎患者接觸過的空气而受到感染。病毒性脑膜炎通常是由肠病毒引起的，最常见的传播方式是粪便污染。我们可以通过改变导致疾病传播的行为来减少感染的风险。

### 疫苗接种
1980年代以来，许多国家都将乙型嗜血杆菌疫苗的疫苗接种列入儿童常规免疫接种计划之中，並成功根除了這些國家孩童發生此類腦膜炎的機會。然而對於那些疾病負擔最高的国家而言，疫苗仍然过于昂贵。除流感嗜血桿菌之外，流行性腮腺炎疫苗也成功大大降低流行性腮腺炎脑膜炎的機率。在疫苗問世之前，腦膜炎病例曾占流行性腮腺炎所有感染病例的15%。
腦膜炎雙球菌疫苗可以预防A、C、W135和Y群脑膜炎球菌。在引进C群脑膜炎双球菌疫苗的国家，由这种病原引起的病例已大幅下降。目前的四价疫苗可預防除B群雙球菌以外的其他四種病原，而施打ACW135Y四價疫苗已經成為申請麦加朝圣签证的必要条件。B型脑膜炎球菌疫苗的研製較為困难，因为其表面蛋白与正常的人类蛋白质交互反应較弱，誘發免疫的能力也因此相當微弱。尽管如此，新西兰、古巴、挪威和智利等國家，已经研制出了预防当地B型脑膜炎球菌株的疫苗；其中有些效果良好，已列入当地的疫苗接种计划中。兩種更廣效的B群腦膜炎雙球菌株疫苗已同時於2014年核准。不久前，非洲預防和控制腦膜炎流行的方法還是早期發現疾病，並緊急對有風險的族群大規模施打二价（A/C）或三价（A/C/W135）多醣疫苗，但目前的研究顯示MenAfriVac（A群腦膜炎球菌疫苗）在年輕族群中有較好的效果，且被視為在非洲等資源有限的地區中發展疫苗產品的典範。
例行接種肺炎球菌联合疫苗能有效減低肺炎球菌腦膜炎的發生率，該疫苗能對抗肺炎球菌最常見的七種血清型。而肺炎球菌多糖疫苗（PPSV）則涵蓋23個病毒株，但只用于某些群体（如脾臟切除者），且不是所有接种者都能引起足夠的免疫反應（如小孩和婴儿）。接种過卡介苗的儿童能显著降低结核性脑膜炎的发病率，但其效力在成年之后逐渐减退这，科學家仍在研製更佳的疫苗。

### 抗生素
短期预防性抗生素是另一种预防措施，特别是流行性脑膜炎。針對流行性脑膜炎，在预防性治疗中使用抗生素（如利福平、环丙沙星或头孢曲松）能降低感染风险，但不能防止将来受到感染。科學家已注意到使用利福平后細菌的耐药性会增加，因此有人建议考慮其他药物。虽然抗生素常被用来預防颅底骨折的患者罹患脑膜炎，但目前没有足够的证据證明這是否有益處或壞處，無論是否有脑脊液滲漏都一样。

## 治疗及处理
脑膜炎有可能危及生命，如果不及时治疗有很高的死亡率；延誤治療可能會導致預後不佳。因此，疾病一開始就給予广谱抗生素，不應為了确证化验而延遲給藥。如果在初级保健接诊中就怀疑是脑膜炎球菌疾病，临床治疗指南建议轉入醫院前即可先给予病人苄甲青黴素。如果病人出現低血压或休克症状，则应給予静脉輸液。但目前對於是否應該常規給予靜脈輸液仍無共識。由于脑膜炎可能导致一系列早期严重并发症，建议进行正规的医疗檢查，以尽早发现这些并发症并在必要时将病人送进重症监护室。
若病人意识水平極低，或有迹象表明有呼吸衰竭的情况下，有可能需要使用机械通气。如果有颅内压升高的迹象可以监控颅内压力，若需要降壓可調整脑灌注压或給予甘露醇等降腦壓药物。癫痫需使用抗惊厥药治疗。脑积水（脑脊液流动受阻碍）可能需要插入临时或长期的引流装置，如脑室分流器等等。

### 细菌性脑膜炎

#### 抗生素

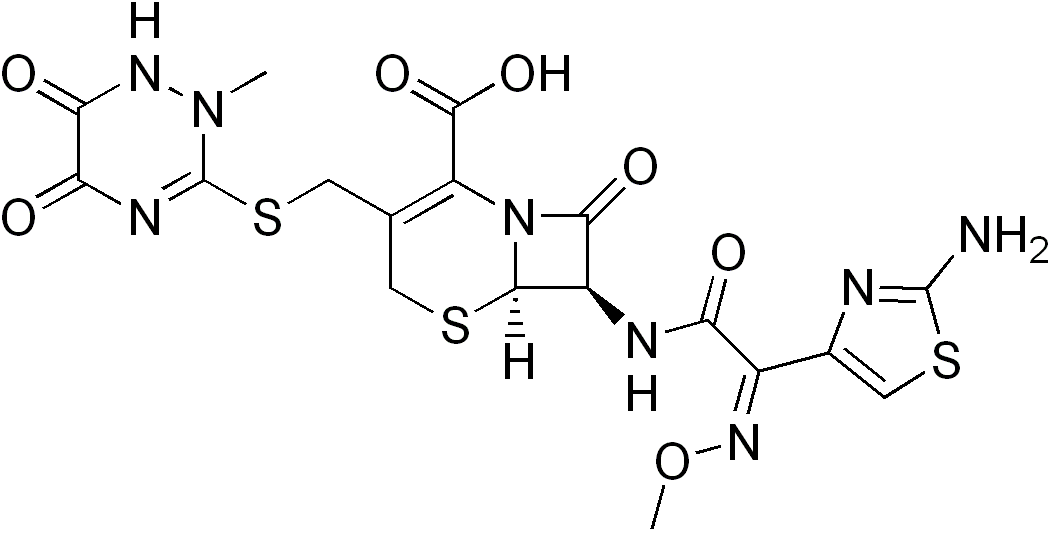
头孢曲松的结构式。头孢曲松屬於第三代头孢菌素，是建议用于初始治疗细菌性脑膜炎期间的抗生素之一。

一旦懷疑細菌性腦膜炎，應立即给予经验性抗生素治疗，不須等到化驗或脑脊液分析结果出來才給藥。初始治疗的选择在很大程度上取决于一个特定的地区及族群常見致病细菌种类。在英国经验性治疗包括一种第三代头孢菌素，如头孢噻肟或头孢曲松等等。在美国，链球菌对头孢菌素类药物的抗药性問題越来越严重，所以建议将万古霉素加入初始治疗中。氯霉素无论是单独使用还是同氨苄青霉素一起使用，似乎效果都一样好。
经验性治疗可以根据一个人的年龄、感染之前是否有头部外伤，或此人是否最近接受过神经外科手术以及是否装有脑室分流器而决定。对小孩、50岁以上的病人，以及免疫功能低下者，建议增加氨苄青霉素以对抗单核细胞增生性李斯特菌。等革兰氏染色结果出来，并確認了致病菌的大致类别之后，就可以改用較專一性的抗生素。脑脊液微生物培养结果通常需要更长的时间（24-48小时）才能出来。获知结果后，经验性治疗便可改为特定抗生素治疗，按照致病菌對抗生素的敏感性，選用較具專一性的藥物。治療腦膜炎的抗生素不能僅僅只是能對抗致病菌，還要能夠穿透腦膜。有的抗生素没有足够的穿透度，所以無法用於治療腦膜炎。大多數治療性抗生素的效果並未在人體臨床試驗中直接驗證效果，目前關於選用抗生素的知識來自於实验室在兔子身上进行的研究。结核性脑膜炎需要长时间的抗生素治疗。虽然肺结核病的疗程通常为六个月，但结核性脑膜炎的治疗时间通常長達一年，或甚至更长。

#### 类固醇
使用皮质类固醇进行辅助治疗（通常是用地塞米松）已证明有一些好处，如可以减轻听觉损失，短期神经功能效果較佳，特别是在高收入且艾滋病患病率低国家的青少年和成年人患者中。一些研究发现这样做死亡率有降低的趋势，但其它的研究却没有同樣的结果。这些药似乎也有利于结核性脑膜炎患者，至少对那些艾滋病毒呈阴性的患者是如此。其可能的机制是抑制过度發炎。
因此，专业临床治疗指南建议在使用第一剂抗生素之前就开始使用地塞米松或类似的皮质类固醇，并持续使用四天。由于这种治疗的大部分好处只限于肺炎球菌脑膜炎患者，有些指南建议，如果确定脑膜炎有另外的原因，就应中断使用地塞米松。
辅助性糖皮质激类固醇在成人及儿童中有不同作用。虽然糖皮质类固醇在高收入国家的成年人及儿童中已证明有益，其使用在低收入国家儿童中尚無证据支持；产生这种差异的原因尚不清楚。即使在高收入国家，糖皮质類固醇也只有在首剂抗生素使用前就施打才有效，尤其在流行嗜血桿菌脑膜炎的情况下特別有效。自从乙型流感嗜血杆菌疫苗普及以来，流行嗜血桿菌脑膜炎的发病率已明显减少。因此在治疗小儿脑膜炎时，只有流感杆菌脑膜炎才建议使用糖皮質類固醇，并须在使用首剂抗生素前使用；其他的用法均具争议性。

### 病毒性脑膜炎
病毒性腦膜炎通常只需要支持性疗法，大多数引起脑膜炎的病毒没有特殊的專一性治疗。病毒性脑膜炎往往比细菌性脑膜炎的病程輕微。如阿昔洛韦等的抗病毒药物可能对治疗单纯疱疹病毒和水痘带状疱疹病毒有效，但目前还没有对这种治疗方法做過临床试验。輕微的病毒性脑膜炎患者可在家中保守治疗，如流质進食、卧床休息及止痛药等。

### 真菌性脑膜炎
真菌性脑膜炎（如隱球菌腦膜炎等）需以高剂量长期的抗真菌药物治疗，如两性霉素B和氟胞嘧啶。颅内压增高在真菌性脑膜炎中很常见，理想情况下建议每天进行腰椎穿刺或腰椎引流以减压。

## 预後
| 无数据 <10 10-25 25-50 50-75 75-100 100-200 | 200-300 300-400 400-500 500-750 750–1000 >1000 |

2004年脑膜炎的失能調整生命年／每十萬人
无数据
<10
10-25
25-50
50-75
75-100
100-200
200-300
300-400
400-500
500-750
750–1000
>1000

细菌性脑膜炎如果不治疗几乎都是致命的。相反地，病毒性脑膜炎往往会自行痊癒，也很少致命。治疗後的细菌性脑膜炎死亡率取决于患者年龄及发病原因，新生儿的致死率为20%至30%；年龄较大的儿童死亡风险則要低得多，约为2%；但成年人則又回升到19-37%。除年龄外，预测死亡风险的各种因素包括病原体、将病原体从脑脊液中清除所用的时间、疾病严重程度、意识水平下降、脑脊液的白血球數量低下等。相較於B群鏈球菌、大肠杆菌和S.肺炎球菌，流感嗜血杆菌和脑膜炎双球菌引起的脑膜炎预后要好。在成人中，脑膜炎球菌脑膜炎的死亡率（3%至7%）也比肺炎球菌脑膜炎死亡率低。
兒童可能因神经系统损伤而導致殘疾，包括感觉神经性耳聋、癫痫、學習障礙、行为障碍及智力下降。约有15%的倖存患者會發生以上的後遺症，部分的听力损失或許是可逆的。在成人中，66%的病例没有发生残疾，主要的影响为聽覺障礙（14%的病例）及认知功能障碍（10%的病例）。
即使經過治療，兒童的結核性腦膜炎仍有相當的死亡風險（致死率約19%），一定比例的倖存兒童也會產生神經學相關問題，只有約三分之一的倖存者沒有產生後遺症。

## 流行病学

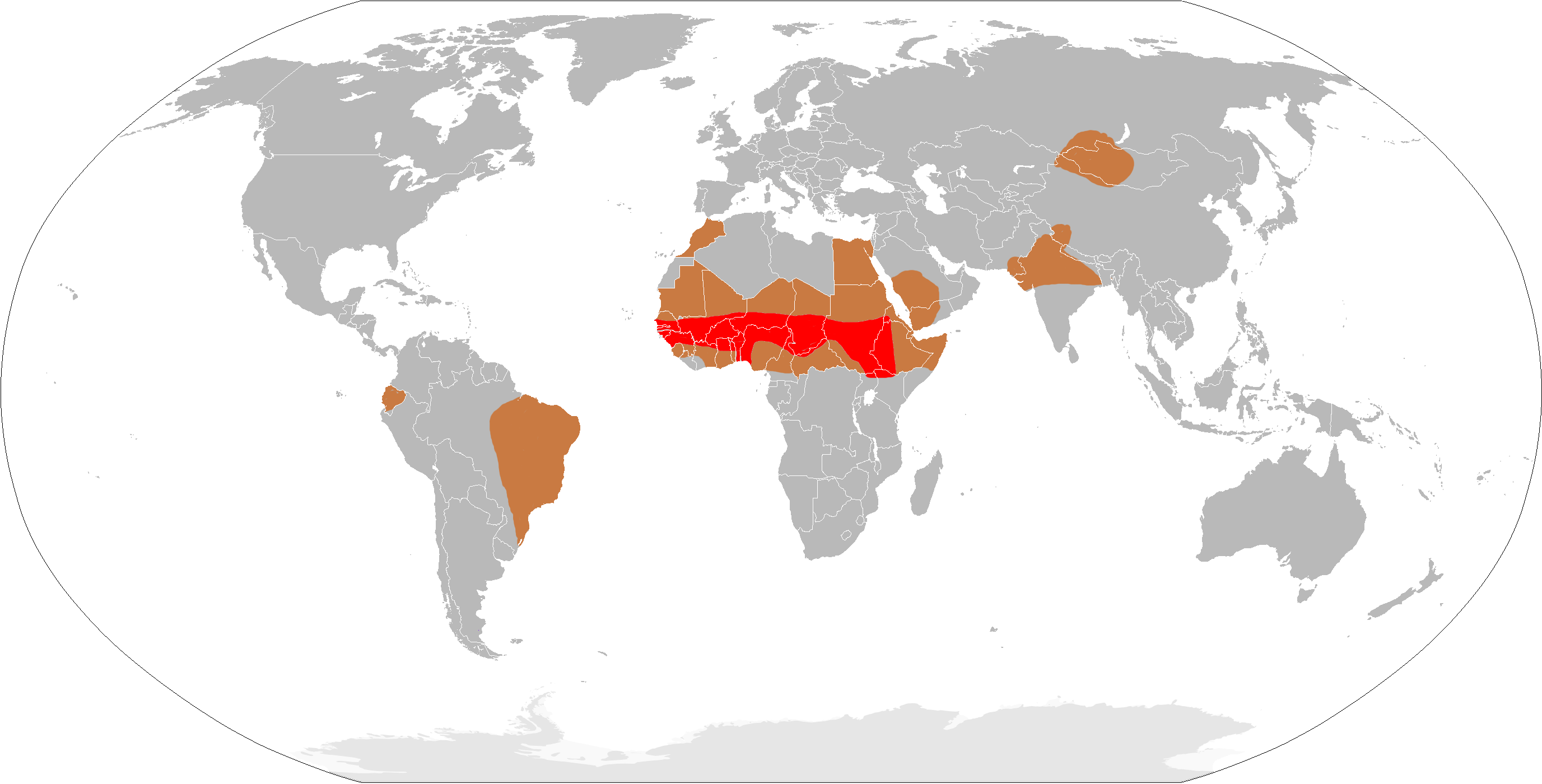
脑膜炎球菌所致脑膜炎的流行分布。
流腦帶
疫区
仅有零星病例

在西方国家，细菌性脑膜炎的年发病率约为每10万人3例；普查性研究顯示病毒性脑膜炎較為常见，发病率为每10万人10.9例，常发于夏季。巴西的细菌性脑膜炎发病率较高，为每10万人每年45.8例。漠南非洲在近一个世纪以来，一直受到脑膜炎球菌性脑膜炎大流行的侵擾，且因其呈帶狀分布，甚至因此被称为「流腦帶」（meningitis belt），脑膜炎流行最常在干燥季节（12月到6月）发生，一次流行可以达到两到三年，在雨季期間流行减弱進入間歇期。此区域的醫療衛生資源較為匱乏，脑膜炎发生率为每10万人100至800例，大多数由脑膜炎球菌引起。记录中最大一次脑膜炎大流行發生于1996至1997年，腦流帶全區感染25万多例，死亡2.5万例。
脑膜炎双球菌脑膜炎在多人初次聚居处会发生流行，如军队调动行军时的军营、大学校园及年度的麦加朝圣等。學界至今对非洲流行周期模式的了解还不是很清楚，目前認為医疗条件（人口免疫易感性）、人口状况（人口流动和大量人口流离失所）、社会经济条件（过度拥挤和恶劣的生活条件）、气候条件（干旱和沙尘暴）及同時感染（急性呼吸道感染）等因素，都可能與流腦帶的腦膜炎流行有关。
雖然腦膜炎在許多國家是必須通報的法定傳染病，但其確切發生率迄今未明。2013年，腦膜炎約造成30.3萬人死亡，相較1990年的46.4人要下降一些。2010年則約造成42萬人死亡，包括隱球菌性腦膜炎。

细菌性脑膜炎的致病菌有明顯地區性差异。欧洲大多数病例由B群及C群脑膜炎球菌引起；A群在亚洲可見，而在非洲猖獗流行，為非洲流腦帶最主要的致病菌，占已知脑膜炎球菌性病例的80%至85%。

2012年每百萬人死亡率
0-2
3-3
4-6
7-9
10-20
21-31
32-61
62-153
154-308
309-734

## 历史
有人认为希波克拉底可能意识到了脑膜炎的存在，而文艺复兴前的医生如阿维森纳等，似乎也已知類似脑膜炎的症狀。1768年，爱丁堡医生罗伯特·怀特爵士發表了一份尸检报告，據信為第一份描述结核性脑膜炎的文獻。當時羅伯特懷特爵士稱此病為「腦部水腫」（dropsy in the brain），但結核菌一直到下個世紀才被認定為是腦膜炎的病原之一。
流行性脑膜炎相對來說是较为近期才出现的现象。史上首次記錄到的大流行發生于1805年的日内瓦，紧接著欧洲及美国也记录到了几次流行。非洲第一次的流行记录发生于1840年，在1905–1908年一次横扫尼日利亚及加纳的大流行之後，非洲的腦膜炎流行变得非常常见。
奥地利细菌学家安东·魏其班在1887年描述了脑膜炎球菌（meningococcus），这是首次報導腦膜炎與細菌感染相關。在脑膜炎剛開始被報導時，死亡率非常高，超過90%。1906年，從馬身上取得的抗血清被研制出来，而美国科学家西蒙·弗莱克斯纳将此进一步发展，显著降低了球菌脑膜炎的死亡率。1944年，盘尼西林首次被报道对治疗脑膜炎有疗效。20世纪晚期出现的嗜血杆菌疫苗顯著減少了與該病原相關的脑膜炎病例。2002年，有证据表明類固醇治療可以改善细菌性脑膜炎的预后。